# Helden van Hier: Door het Vuur
Helden van Hier: Door het Vuur is een Vlaamse docusoap die het werk van de brandweer van Gent in beeld brengt. Zowel brandweerinterventies als interventies van de ambulances van de Gentse brandweer komen erin aan bod. De reeks wordt gemaakt door productiehuis Geronimo. De opnames gebeuren door camerateams en bodycams die de brandweerlieden en ambulanciers zelf dragen. Daarvoor werden speciale vuurvaste camera's ontworpen die ook mee in een brand konden. De afleveringen tonen verschillende soorten interventies, gaande van branden tot verkeersongevallen, maar ook bijvoorbeeld trainingssessies of schoolbezoeken aan de brandweerpost.
Het eerste seizoen was vanaf 3 september tot 8 oktober 2015 te zien op televisiezender VTM. Vanwege het succes kwamen er een tweede en derde seizoen van de reeks. Het tweede seizoen was vanaf 7 september tot 9 november 2016 en het derde vanaf 8 november tot 27 december 2017 op VTM te zien. Het eerste seizoen bestond uit zes afleveringen; het tweede seizoen uit tien en het derde uit acht. In het tweede en derde seizoen kwamen ook de voorposten van de Gentse brandweer en de noodoproepen naar het Hulpcentrum 100/112 prominenter aan bod. In het derde seizoen werd tevens een andere ploeg van de Gentse brandweer gevolgd dan in de eerste twee seizoenen. Na de drie seizoenen van de reeks gaf het productiehuis ook aan dat het, met de opgebouwde ervaring, overwoog om een brandweerfilm te maken.
Er zijn ondertussen al nieuwe seizoenen besteld door VTM, waarvan de opnames eind 2017 al liepen. In plaats van bij de Gentse brandweer gaan deze opnames door bij de brandweer van Antwerpen.

## Spin-offs
Bij Geronimo is ook een spin-off geproduceerd over de MUG-helikopter van het AZ Sint-Jan in Brugge: Helden van Hier: In de Lucht. Daarin worden de medische hulpverleners gevolgd bij interventies met de helikopter en bij de opvang en verzorging van patiënten op de spoedgevallendienst. Voor de opnames werd eveneens gebruik gemaakt van vaste camera's en bodycams gedragen door de hulpverleners. Daarnaast zijn er ook spin-offs in de maak over het werk van de politiezone Carma en de Seakings van de Luchtmacht. De spin-off Helden van de Kinderkliniek werd vanaf 21 maart 2018 uitgezonden en is opgenomen op de kinderafdeling van het Universitair Ziekenhuis Antwerpen.
Wegens het succes kwam er tevens buitenlandse interesse voor het format van Geronimo. De Duitse publieke televisiezender Westdeutscher Rundfunk heeft het format gekocht om de Duitse serie Feuer und Flamme te maken. Vanaf 2021 zijn er vijf seizoenen opgenomen bij twee gemeentelijke brandweerkorpsen in het Ruhrgebied. De eerste twee werden geproduceerd in Gelsenkirchen. Vanaf seizoen drie verhuisde de productie naar Bochum. Het eerste seizoen van Feuer und Flamme werd in Duitsland uitgezonden van mei tot juli 2017, het tweede vanaf januari 2019, het derde van maart tot mei 2020, en het vierde vanaf mei 2021.
De Vlaamse reeks werd ook in het Duits gedubd en in Oostenrijk uitgezonden. Ook waren er gesprekken voor een Nederlandse lokale versie. Begin 2017 werd aangekondigd dat er opnames liepen bij de hulpdiensten van de Veiligheidsregio Rotterdam-Rijnmond onder de werktitel Wij zijn er altijd.

## Overval
Eind 2016 werden twee samenwonende bejaarden uit Mariakerke tot tweemaal toe overvallen op iets meer dan een maand tijd. Volgens buurtbewoners werden ze geviseerd door de overvallers na hun verschijning in een aflevering van Helden van Hier: Door het Vuur waarbij hun inboedel zichtbaar was. De regisseur betreurde de gebeurtenissen en stelde dat het productiehuis veel aandacht schonk aan privacy.